# Chauzje Choosha
Chauzje Choosha (sinh ngày 31 tháng 12 năm 1992) là một vận động viên chạy nước rút người Zambia. Cô đã tham gia Giải vô địch trong nhà thế giới IAAF 2012, nơi cô lập kỷ lục quốc gia Zambia mới trong 60 mét, và bị loại ở vòng bán kết 100 mét tại Giải vô địch châu Phi về điền kinh. Choosha đủ điều kiện cho Thế vận hội Mùa hè 2012 thông qua ký tự đại diện và không đủ điều kiện cho vòng sơ khảo 100 mét.

## Cuộc sống ban đầu
Choosha sinh ngày 31 tháng 12 năm 1992 tại Monze, Zambia. Cô được giáo dục tại trường trung học Musuku.

## Sự nghiệp

### Giải vô địch thế giới trong nhà và châu Phi 2012 của IAAF
Choosha lần đầu trở thành một vận động viên quốc tế tại Giải vô địch trong nhà thế giới IAAF 2012 ở cự ly 60 mét, và lập kỷ lục quốc gia Zambia mới trong môn thi đấu, với thời gian 8,19 giây. Tuy nhiên, cô đã hoàn thành thứ tám (và cuối cùng) trong sự nóng bỏng của mình và không tiến vào vòng bán kết. Sau đó, cô đã tới Bénin để thi đấu Giải vô địch châu Phi năm 2012 về điền kinh, nơi cô tham gia 100 mét và đủ điều kiện cho vòng bán kết với thời gian 12:72 giây, nhưng đã bị loại khỏi cuộc thi sau khi vòng bán kết  Phiri cũng tham gia vào 200 mét nhưng không lọt vào vòng bán kết sau khi kết thúc ở vị trí cuối cùng và thứ 30 chung cuộc.

### Thế vận hội Luân Đôn
Choosha đủ điều kiện tham dự Thế vận hội Mùa hè 2012 tại London thông qua thẻ đại diện sau khi vận động viên chạy đường dài Tonny Wamulwa bị thương trong một tai nạn giao thông đường bộ ba tuần trước khi đại hội khởi tranh. Cô đã tham gia 100 mét nữ ở vòng sơ khảo vào ngày 3 tháng 8 và được bốc thăm trong lượt chạy thứ nhất, về đích thứ tư trong số tám vận động viên, với thời gian 12:29 giây. Tính đến năm 2016, thời gian là tốt nhất của cá nhân cô. Cô xếp trước Afa Ismail từ Maldives (12,52 giây) và Rima Taha của Jordan (12,66 giây) trong một lượt chạy do Feta Ahamada của Comoros dẫn đầu (11,81 giây). Nhìn chung, cô đã hoàn thành thứ 57 trong số 78 đối thủ và không tiến vào vòng đầu tiên vì thời gian nhanh nhất của cô chậm hơn 0,05 giây so với vận động viên chậm nhất tiến bộ.